# Yog-Sothoth

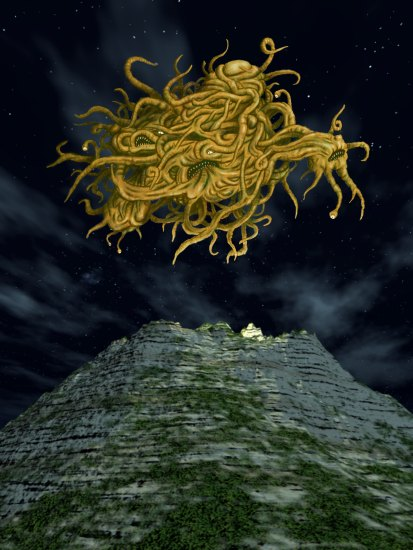
Yog-Shototh

Yog-Sothoth (alias de sleutel en de poort, de opener van de weg en de een-in-alles, en de alles-in-een) is een fictieve kosmische godheid uit de werken van H. P. Lovecraft. Hij komt voor in zowel de door hem bedachte Cthulhu Mythos als Droomcyclus. De naam Yog-Sothoth wordt voor het eerst genoemd in de roman The Case of Charles Dexter Ward (geschreven in 1927, maar pas in 1941 voor het eerst gepubliceerd). Zijn uiterlijk wordt omschreven als een verzameling gloeiende bollen. Andere tekeningen beelden hem af als een wezen wiens lichaam verscholen gaat onder lange tentakels.

## Beschrijving
Yog-Sothoth behoort tot de buitenste goden en is verbonden met alle 
tijd en ruimte, maar staat volgens de verhalen eveneens buiten het universum waarin de mensheid woont. Yog-Sothoth weet en ziet alles en indien men hem gunstig stemt kan hij toegang geven tot alle informatie. Maar zoals bij veel goden uit de werken van Lovecraft geldt ook voor Yog-Sothoth dat het gevaarlijk is om te veel te weten te komen over hem.
Yog-Sothoth is zo mogelijk de enige van de goden uit Lovecrafts werken die nog machtiger is dan Azathoth en wijzer dan Yibb-Tstll. Volgens The Dunwich Horror is hij mogelijk verbonden met de mysterieuze Ouden (Old Ones).

## Inspiraties

### Animatie
In het spel The Devil's Playhouse nemen Sam & Max het op tegen de gevreesde oeroude godheid Yog-Soggoth (een verwijzing naar Yog-Sothoth), een wezen met lange tentakels dat vanuit een ander universum wil binnendringen.

### Muziek
De band Shub-Niggurath nam een nummer op met de titel Yog-Sothoth. Het bevat Zeuhl bezweringen met een steeds herhalend Yog-Sothoth. Het is uitgegeven op het album 'Introduction' (2009).